# Sovjetunionens herrlandslag i ishockey
Sovjetunionens herrlandslag i ishockey representerade Sovjetunionen 1954–1991. På tröjorna stod "CCCP" (med kyrilliska bokstäver), vilket ska uttalas "SSSR", förkortning för Sojus sovjetskich sotsialistitjeskich respublik, det vill säga Socialistiska rådsrepublikernas union. 1992 hette laget OSS:s ishockeylandslag. Detta delades året efter upp i Rysslands ishockeylandslag, Vitrysslands herrlandslag i ishockey, Lettlands herrlandslag i ishockey, Kazakstans herrlandslag i ishockey etc.
Sovjetunionen omnämns bland experter som den bästa hockeynationen genom tiderna. Sovjets spelare var dock hela tiden professionella och mötte mest amatörer i VM och OS. Även när Kanada kunde ha alla sina bästa spelare med vann Kanada bara ett par turneringar mot Sovjet i Canada Cup. Även Sverige och Tjeckoslovakien hade med sina bästa professionella spelare med minusstatistik mot Sovjet.

## Historia
Första matchen spelades den 22 april 1951 i dåvarande Östberlin, där man utklassade det dåvarande Östtyskland med 23-2.
Sovjetunionens ishockeylandslag firade sin första stora framgång 1954 då man blev världsmästare. 
1956 vann Sovjetunionens ishockeylandslag sitt första OS-guld vid sitt första deltagande i vinter-OS. 1963 följde det andra VM-guldet och man vann sedan samtliga VM fram till 1971. Efter att Tjeckoslovakien vunnit VM 1972 tog Sovjetunionen tillbaka titeln i stor stil då man slog målrekord och vann samtliga matcher i VM på hemmaplan 1973. 
Under 1970-talet hade man flera stora profiler i laget, inte minst en av tidernas bästa målvakter i Vladislav Tretjak, och kedjan med Michajlov, Petrov, Charlamov. 1972 följde Summit Series mot Kanada för att se vilket lag som var bäst. Kanada vann men Sovjetunionen vann Summit Series 1974 då Kanadas lag bestod av WHA-spelare, en konkurrerande proffsliga som faktiskt hade plus-statistik mot NHL.
1979 slog man ett NHL-all-star-lag med 6–0 i avgörande matchen i Challenge Cup i Nordamerika.
1980 förlorade man sensationellt mot USA med 3–4 vid OS i Lake Placid. Matchen har blivit känd som Miracle on ice.
1981 följde den enda segern i Canada Cup, med förkrossande 8–1 mot Kanada i finalen. 
1984 vann man återigen OS-guld. Under 1980-talet hade man en legendarisk kedja kallad KLM med spelarna Krutov, Larionov och Makarov. De tre kompletterades med backarna Fetisov och Kasatonov. Laget spelade ut andra landslag i VM och blev internationellt känt under namnet "The Big Red Machine". 1987 besegrade man återigen NHL med 5-3 i den avgörande matchen i "Rendez Vous 87". I samband med Sovjetunionens sönderfall lämnade de bästa spelarna Ryssland/Sovjetunionen för spel i NHL. 
1988 vann man återigen OS-guld. Sammantaget har Sovjetunionen/Ryssland/OSS trettiofyra VM och OS-guld, mer än någon annan nation.
Sista matchen spelades den 10 november 1991 i Frankfurt am Main vid Deutschland Cup 1991, och slutade med 2–2 mot Sverige. Sovjetunionen vann dock turneringen.

## Profiler
- Helmuts Balderis
- Valerij Charlamov
- Vjatjeslav Fetisov
- Aleksej Kasatonov
- Vladimir Krutov
- Igor Larionov
- Sergej Makarov
- Boris Michajlov
- Vladimir Petrov
- Vladislav Tretjak
- Aleksandr Maltsev
- Aleksandr Jakusjev
- Valerij Vasiljev
- Aleksandr Ragulin

## VM-statistik

### 1954-1991
| VM-Turneringar | Matcher | Segrar | Oavgjorda | Förluster | Gjorda mål | Insläppta mål | Poäng |
| -------------- | ------- | ------ | --------- | --------- | ---------- | ------------- | ----- |
| A-VM           | 297     | 252    | 19        | 26        | 1976       | 536           | 523   |
| B-VM           | 0       | 0      | 0         | 0         | 0          | 0             | 0     |
| C-VM           | 0       | 0      | 0         | 0         | 0          | 0             | 0     |
| D-VM           | 0       | 0      | 0         | 0         | 0          | 0             | 0     |

## Dokumentärfilm
CCCP Hockey är en svensk dokumentärfilm om Sovjetunionens ishockeylandslag visat första gången i Sveriges Television den 28 april 2004.

## Populärkultur
I avsnittet "Hockeyklubban" ur TV-serien Sunes jul från 1991 tänker sig Sune att han är en skicklig ishockeyspelare, som dribblar bort sovjetiska landslaget. Scenerna spelades in under lagets träningsläger i Sverige.